# Coniopteryx bispinalis
Coniopteryx bispinalis är en insektsart som beskrevs av Z.-q. Liu och C.-k. Yang 1993. Coniopteryx bispinalis ingår i släktet Coniopteryx och familjen vaxsländor. Inga underarter finns listade i Catalogue of Life.